# Alexandr Kontoyev
Alexandr Stepánovich Kontoyev –en ruso, Александр Степанович Контоев– (12 de diciembre de 1981) es un deportista bielorruso de origen ruso que compitió en lucha libre (hasta 2005 compitió bajo la bandera de Rusia), ganador de una medalla de bronce en el Campeonato Mundial de Lucha de 2001 y tres medallas de bronce en el Campeonato Europeo de Lucha entre los años 2002 y 2013.

## Palmarés internacional
| Representando a Rusia       |                   |                   |           |
| Campeonato Mundial          |                   |                   |           |
| Año                         | Lugar             | Medalla           | Categoría |
| 2001                        | Sofía (Bulgaria)  | Medalla de bronce | 54 kg     |
| Campeonato Europeo          |                   |                   |           |
| Año                         | Lugar             | Medalla           | Categoría |
| 2002                        | Bakú (Azerbaiyán) | Medalla de bronce | 55 kg     |
| 2005                        | Varna (Bulgaria)  | Medalla de bronce | 55 kg     |
| Representando a Bielorrusia |                   |                   |           |
| Campeonato Europeo          |                   |                   |           |
| Año                         | Lugar             | Medalla           | Categoría |
| 2013                        | Tiflis (Georgia)  | Medalla de bronce | 66 kg     |